# Calomys boliviae
Calomys boliviae је врста глодара из породице хрчкова (лат. Cricetidae).

## Распрострањење
Ареал врсте је ограничен на мањи број држава. Присутна је у Боливији, Аргентини и вероватно Перуу.

## Угроженост
Ова врста је наведена као последња брига, јер има широко распрострањење и честа је врста.